# Chung kết Cúp bóng đá Nam Mỹ 2019
Chung kết Cúp bóng đá Nam Mỹ 2019 là một trận đấu bóng đá diễn ra vào ngày 7 tháng 7 năm 2019 tại sân vận động Maracanã ở Rio de Janeiro, Brasil để xác định đội vô địch Cúp bóng đá Nam Mỹ 2019. Trận đấu giữa Brasil - chủ nhà của giải đấu, và Peru là trận chung kết đầu tiên giữa 2 đội kể từ trận chung kết năm 1975.
Brasil đã giành thắng lợi 3-1 trước Peru để giành Cúp bóng đá Nam Mỹ lần thứ 9.

## Đường đến trận chung kết
| VT | Đội        | ST | Đ |
| -- | ---------- | -- | - |
| 1  | Brasil (H) | 3  | 7 |
| 2  | Venezuela  | 3  | 5 |
| 3  | Perú       | 3  | 4 |
| 4  | Bolivia    | 3  | 0 |

| VT | Đội        | ST | Đ |
| -- | ---------- | -- | - |
| 1  | Brasil (H) | 3  | 7 |
| 2  | Venezuela  | 3  | 5 |
| 3  | Perú       | 3  | 4 |
| 4  | Bolivia    | 3  | 0 |

## Trận đấu

### Chi tiết
| Brasil                                                        | 3–1      | Perú                   |
| ------------------------------------------------------------- | -------- | ---------------------- |
| - Everton 15' - Gabriel Jesus 45+3' - Richarlison 90' (ph.đ.) | Chi tiết | - Guerrero 44' (ph.đ.) |

| Brasil | Peru |

| GK                  | 1  | Alisson           |         |       |
| RB                  | 13 | Dani Alves (c)    |         |       |
| CB                  | 4  | Marquinhos        |         |       |
| CB                  | 2  | Thiago Silva      | 53'     |       |
| LB                  | 12 | Alex Sandro       |         |       |
| CM                  | 8  | Arthur            |         |       |
| CM                  | 5  | Casemiro          |         |       |
| RW                  | 9  | Gabriel Jesus     | 30' 70' |       |
| AM                  | 11 | Philippe Coutinho |         | 77'   |
| LW                  | 19 | Everton           |         | 90+3' |
| CF                  | 20 | Roberto Firmino   |         | 75'   |
| Vào sân thay người: |    |                   |         |       |
| FW                  | 21 | Richarlison       | 90+1'   | 75'   |
| DF                  | 14 | Éder Militão      |         | 77'   |
| MF                  | 15 | Allan             |         | 90+3' |
| Huấn luyện viên:    |    |                   |         |       |
| Tite                |    |                   |         |       |

| GK                  | 1  | Pedro Gallese       |     |     |
| RB                  | 17 | Luis Advíncula      | 84' |     |
| CB                  | 15 | Carlos Zambrano     | 68' |     |
| CB                  | 2  | Luis Abram          |     |     |
| LB                  | 6  | Miguel Trauco       |     |     |
| CM                  | 13 | Renato Tapia        | 49' | 82' |
| CM                  | 19 | Yoshimar Yotún      |     | 78' |
| RW                  | 18 | André Carrillo      |     | 86' |
| AM                  | 8  | Christian Cueva     |     |     |
| LW                  | 20 | Edison Flores       |     |     |
| CF                  | 9  | Paolo Guerrero (c)  |     |     |
| Vào sân thay người: |    |                     |     |     |
| FW                  | 11 | Raúl Ruidíaz        |     | 78' |
| MF                  | 23 | Christofer Gonzáles |     | 82' |
| FW                  | 14 | Andy Polo           |     | 86' |
| Huấn luyện viên:    |    |                     |     |     |
| Ricardo Gareca      |    |                     |     |     |

| Cầu thủ xuất sắc nhất trận: Everton (Brasil) Trợ lý trọng tài: Christian Schiemann (Chile) Claudio Ríos (Chile) Trọng tài thứ tư: Alexis Herrera (Venezuela) Trợ lý trọng tài video: Julio Bascuñán (Chile) Bổ sung trợ lý trọng tài video: Nicolás Gallo (Colombia) Alexander Guzmán (Colombia) | Luật trận đấu - Thời gian thi đấu chính thức 90 phút. - Thi đấu thêm 30 phút hiệp phụ nếu tỷ số hòa. - Sút luân lưu nếu vẫn hòa. - Được đăng ký tối đa 12 cầu thủ dự bị. - Được thay tối đa 3 cầu thủ dự bị trong 90 phút chính thức, được thay thêm 1 cầu thủ dự bị thứ 4 trong hiệp phụ. |

### Thống kê
|                | Brasil | Perú |
| -------------- | ------ | ---- |
| Bàn thắng      | 3      | 1    |
| Sút            | 12     | 7    |
| Sút trúng đích | 3      | 2    |
| Kiểm soát bóng | 54%    | 46%  |
| Phạm lỗi       | 25     | 21   |
| Thẻ vàng       | 2      | 3    |
| Thẻ đỏ         | 1      | 0    |
| Việt vị        | 0      | 0    |
| Phạt góc       | 3      | 4    |
| Cứu thua       | 1      | 0    |